# Gemengd ras
Groepen mensen of samenlevingen zijn multiraciaal als die groep uit twee of meer 'rassen' is samengesteld. Individuele mensen van wie de ouders of voorouders van twee of meer 'rassen' zijn worden wel van gemengde afkomst genoemd, of met een Anglicisme: van gemixte afkomst. Behalve deze omschrijvingen zijn er zowel historisch als nu een verscheidenheid aan termen voor mensen van gemengde afkomst, waaronder multi-etnisch, Métis, kleurling, Dogla, mesties, zambo, hāfu, hapa, Garifuna, Creool en Indo.

## Verspreiding
In veel delen van de wereld vormen mensen met een multiraciale achtergrond een aanzienlijk deel van de bevolking. In Noord-Amerika blijft de multiraciale bevolking groeien. Zo heeft 10,2% van de bevolking van Verenigde Staten een gemengde achtergrond. In Latijns-Amerika vormen mestiezen de meerderheid en in sommige andere landen zijn dat de mulatten. In het Caraïbisch gebied vormen multiraciale mensen de meerderheid van de bevolking in landen zoals de Dominicaanse Republiek (73%), Aruba (68%) en Cuba (51%).
Ook in Afrika zijn er landen waar een relatief groot deel van de bevolking een gemengde achtergrond heeft; zo is in Zuid-Afrika 8,2% van de bevolking gekleurd. 

## Nederland
In Nederland neemt het aantal kinderen toe met één ouder van Nederlandse en één van niet-Nederlandse herkomst.  

### Gemengde relaties
In 2017 bleef het aantal gemengde stellen grotendeels gelijk, ook al was 16% van de stellen in Nederland op dat moment gemengd. Het laagste percentage gemengde paren was bij mannen en vrouwen met een Turkse of Marokkaanse achtergrond. De meeste gemengde stellen waren Indonesisch-Nederlands, Duits-Nederlands en Belgisch-Nederlands.
Soms krijgen koppels bestaande uit personen met verschillende culturele achtergronden te maken met negatieve reacties. Dit kan gebeuren in hun directe omgeving door familie, in de vorm van nageroepen worden op straat of door middel van het uitgescholden, gediscrimineerd of bedreigd worden op sociale media. Vooral jonge vrouwen met een niet-westerse achtergrond, vaak Marokkaans, zijn het slachtoffer hiervan en het gebeurt vooral bij meisjes die in een relatie zijn met zwarte jongens.

## Suriname
Toen de slavernij in 1863 in Suriname werd afgeschaft, bestond de groep gemengden in deze Nederlandse kolonie uit circa 13.000 personen op een bevolking van ongeveer 53.000 inwoners. In 2012 was bijna één op de zeven Surinamers van gemengde afkomst. De vermenging van Surinamers behorende tot verschillende bevolkingsgroepen neemt sinds 2012 toe. Bepaalde bevolkingsgroepen, zoals de Creolen, zijn van zichzelf al gemengd.